# Heinrich Brandler
Heinrich Brandler (ur. 3 lipca 1881 w Varnsdorf, zm. 26 września 1967 w Hamburgu) – niemiecki działacz komunistyczny, przewodniczący Komunistycznej Partii Niemiec w latach 1921-1924, następnie krytyk stalinizmu i opozycjonista. 

## Życiorys
Urodził się w rodzinie robotniczej. Mając 20 lat wstąpił do Socjaldemokratycznej Partii Niemiec. W latach 1909–1914 mieszkał w Zurychu. Przeciwstawiał się oficjalnemu stanowisku partii wobec wybuchu I wojny światowej, związał się z grupą skupioną wokół Róży Luksemburg i Karola Liebknechta. Wykluczony w 1915 z partii, należał do założycieli Komunistycznej Partii Niemiec (KPD). Aresztowany za udział w powstaniu w marcu 1921 został skazany na 5 lat więzienia, jednak został wypuszczony na mocy amnestii i wyjechał do Rosji Radzieckiej. Wrócił do Niemiec w 1923. Opowiedział się przeciwko organizacji zbrojnego powstania przez komunistów, za co został skrytykowany przez lewe skrzydło partii na czele z Ruth Fischer i Arkadijem Masłowem. W 1924 roku został odsunięty od kierowania partią i wyjechał do Związku Radzieckiego. 
Poparł Lewicową Opozycję w ZSRR, za co został w 1926 usunięty z partii. Ponownie wrócił do Berlina – wbrew zaleceniom Kominternu – po wymianie kierownictwa KPD w 1928, jednak już w rok później został wykluczony z KPD za popieranie Nikołaja Bucharina i Aleksieja Rykowa przeciw Stalinowi. Współtworzył wówczas Partię Komunistyczną – Opozycję (KPO). Opuścił Niemcy po dojściu do władzy Adolfa Hitlera, emigrując do Francji, nie przestał jednak kierować Opozycją, uczestnicząc w międzynarodowym ruchu socjalistycznym i antystalinowskim. W 1939 internowany przez władze francuskie, w dwa lata później zdołał wyjechać na Kubę. W 1949 wrócił do RFN, gdzie powołał do życia Gruppe Arbeiterpolitik, kontynuującą ideologicznie linię KPO. 
Zmarł w 1967.